# Michael Davitt
Michael Davitt (Mícheál Mac Dáibhéid) (né le 25 mars 1846 à Straide dans le Comté de Mayo et décédé le 30 mai 1906) est un homme politique irlandais, partisan du Home Rule irlandais, opposant à l'impérialisme britannique et partisan des Boers d'Afrique du sud.

## Enfance
Michael Davitt est né pendant la Grande famine en Irlande, deuxième des cinq enfants de Martin et Catherine Davitt, paysans pauvres. En 1850, ils sont chassés de leur exploitation en raison de leurs arriérés de loyer et émigrent en Angleterre, à Haslingden dans le Lancashire. À neuf ans, Michael Davitt commence à travailler dans une filature textile, mais deux ans plus tard, il perd son bras, pris dans une machine. Il n'est pas indemnisé.
Un philanthrope local finance alors son éducation dans une école méthodiste, bien qu'il soit catholique. En 1861, il commence à travailler dans une imprimerie. Il y reste cinq ans, tout en poursuivant ses études. Il découvre l'histoire irlandaise et le chartisme radical d'Ernest Charles Jones.

## Fénien
En 1865, il rejoint l'Irish Republican Brotherhood. Deux ans plus tard, il abandonne l'imprimerie pour se consacrer à plein temps au militantisme irlandais. Il devient secrétaire de l'IRB pour le nord de l'Angleterre et l'Écosse, chargé du trafic d'armes. Pour dissimuler cette activité, il se fait représentant de commerce.
Il participe au raid manqué sur Chester Castle de février 1867, mais échappe à la justice. Il finit par être arrêté à la gare de Paddington à Londres en mai 1870 alors qu'il attend une livraison d'armes. Il est condamné à 15 ans de travaux forcés pour trahison. Il entre en contact avec un des élus irlandais de la Chambre des Communes qui obtient sa libération (en raison des mauvais traitements qui lui étaient infligés[réf. nécessaire]) sept ans plus tard, en décembre 1877. Il est accueilli en héros en Irlande.
Il devient membre du Supreme Council de l'IRB et commence à militer pour une réforme agraire.

## Réforme agraire
L'Irlande pour laquelle militait Michael Davitt devait non seulement être indépendante du Royaume-Uni, mais également terre de liberté et d'égalité. Les thématiques socialistes émergent clairement dans sa volonté d'établir une Irlande « dans laquelle la propriété individuelle des terres serait abolie et le sol nationalisé ». Afin de diffuser ses idées, il fonda en octobre 1879 l'Irish National Land League avec d'autres Fenians. Charles Stewart Parnell en prend rapidement la présidence pour mieux en contrôler la dimension égalitariste.
Michael Davitt fait valoir ses revendications lors d'une conférence organisée à Londres en 1880 par Annie Besant et Charles Bradlaugh. Il est à nouveau emprisonné en 1881 en raison de ses actions contre Charles Cunningham Boycott, un grand propriétaire. Ces actions sont à l'origine du mot « boycott ».
En 1882, lors d'une législative partielle, Michael Davitt est élu député au Parlement britannique pour le Comté de Meath mais son élection est invalidée car il est en prison. Il est relâché la même année et se rend aux USA voir sa mère qui y a immigré mais aussi pour y lever des fonds pour l'Irish National Land League
De retour en Grande-Bretagne en 1883, il est à nouveau emprisonné et sa santé en prend un coup définitif. En 1885, il fait une tournée de conférences autour du monde.
En 1886, il épousa une américaine Mary Yore (née en 1861). Ils ont cinq enfants.

## Syndicaliste et homme politique
Il fonde en janvier 1891 l'Irish Democratic Labour Federation à Cork.
Il est élu député au Parlement britannique pour le Comté de Meath en 1892 mais son élection est à nouveau invalidée. Il se présente l'année suivante dans le Comté de Cork et est élu car il n'a pas d'adversaire, de même pour le comté de Mayo en 1895.
Il se prononce en faveur du Home Rule proposé par Gladstone. Il soutient ensuite le socialiste James Keir Hardie ainsi que la création du Parti travailliste qu'il ne rejoint cependant pas, préférant rester au Parti libéral pour défendre le Home Rule. Il démissionne du Parlement en 1899 pour protester contre la guerre des Boers. Il se rend d'ailleurs en Afrique du sud soutenir les Boers.

## Écrits
- Michael Davitt, The Prison Life of Michael Davitt (1878)
- Michael Davitt, Leaves from a  Prison Diary (2 vols) (1885)
- Michael Davitt, Defence of the Land League (1891)
- Michael Davitt, Life and Progress in Australia (1895)
- Michael Davitt, Within the Pale, The True Story of Anti-Semitic Persecutions in Russia (1903)
- Michael Davitt, Boer fight for freedom (1904)
- Michael Davitt, The Fall of Feudalism in Ireland (1904)  (ISBN 1-59107-031-7)
- Michael Davitt, Collected Writings, 1868-1906 Carla King (2001)  (ISBN 1-85506-648-3)
- Michael Davitt, The "Times"-Parnell Commission: Speech delivered by Michael Davitt in defence of the Land League (1890)